# 1460 Haltia
1460 Haltia (1937 WC) là một tiểu hành tinh vành đai chính được phát hiện ngày 24 tháng 11 năm 1937 bởi Vaisala, Y. ở Turku.